# Liste des espèces végétales protégées dans le Centre
La liste des espèces protégées en région Centre est une liste officielle définie par le gouvernement français, recensant les espèces végétales qui sont protégées sur le territoire de la région Centre-Val de Loire, en complément de celles qui sont déjà protégées sur le territoire métropolitain. Elle a été publiée dans un arrêté du 12 mai 1993.

## Bryophytes

### Mousses
- Anomodon longifolius (Brid.) Hartm.
- Pseudocalliergon lycopodioides (Brid.) Hedenäs anciennement Drepanocladus lycopodioides (Brid.) Warnst.
- Ephemerum stellatum Philib.
- Fissidens bryoides var. caespitans Schimp. anciennement Fissidens curnowii Mitt.
- Fissidens kosaninii Latz.
- Fissidens monguillonii Thér.
- Physcomitrium eurystomum Sendtn.
- Rhizomnium pseudopunctatum (B. et S.) T. Kop.
- Seligeria donniana (Sm.) C. Müll.
- Weissia squarrosa (Nees & Hornsch.) C. Müll.

### Hépatiques
- Apometzgeria pubescens (Schrank) Kuwah.
- Cephalozia connivens (Dicks.) Lindb.
- Cololejeunea calcarea (Libert.) Schiffn.
- Cololejeunea rossettiana (Mass.) Schiffn.
- Moerckia hibernica Gott.
- Southbya tophacea (Spruce) Spruce.

## Lichens
- Peltigera ponojensis Gyelnhall

## Ptéridophytes
- Asplenium obovatum subsp. billotii (F.W.Schultz) O.Bolòs, Vigo, Massales & Ninot anciennement Asplenium billotii F.W. Schultz, Doradille de Billot
- Asplenium foreziense Legrand et non Asplenium forisiense Le Grand ex-Sudre, Doradille du Forez
- Cystopteris fragilis (L.) Bernh., Cystopteris
- Equisetum hyemale L., Prêle d'hiver
- Gymnocarpium dryopteris (L.) Newman, Polypode du chêne
- Ophioglossum vulgatum L., Ophioglosse commun
- Oreopteris limbosperma (Bellardi ex All.) Holub., Fougère des montagnes
- Osmunda regalis L., Osmonde royale
- Phegopteris connectilis (Michaux) Watt., Polypode du hêtre
- Polystichum aculeatum (L.) Roth, Polystic à aiguillons
- Polystichum setiferum (Forssk.) T.Moore ex Woyn., Polystic à soies
- Thelypteris palustris Schott., Thélyptère des marais

## Phanérogames angiospermes

### Monocotylédones
- Anacamptis laxiflora (Lam.) R.M.Bateman, Pridgeon & M.W.Chase anciennement Orchis laxiflora Lam. (s.l.), Orchis à fleurs lâches
- Anacamptis pyramidalis (L.) L.C.M. Richard, Orchis pyramidal
- Anthericum liliago L., Phalangère à fleurs de lys
- Avenula marginata (Lowe.) J. Holub, Avoine sillonnée
- Carex binervis Smith., Laîche à deux nervures
- Carex bohemica Schreb., Laîche souchet
- Carex curta Good., Laîche tronquée
- Carex depauperata Curtis ex With., Laîche appauvrie
- Carex digitata L.,Laîche digitée
- Carex lasiocarpa Ehrh., Laîche filiforme
- Carex ligerica Gay, Laîche de la Loire
- Carex liparocarpos Gaudin, Laîche luisante
- Cephalanthera damasonium (Mill.) Druce, Céphalanthère à grandes feuilles
- Cephalanthera longifolia (L.) Fritsch., Céphalanthère à feuilles en épée
- Cephalanthera rubra (L.) L.C.M. Richard, Céphalanthère rouge
- Cladium mariscus (L.) Pohl, Marisque
- Crypsis alopecuroides (Piller et Mitterp.) Schrader, Crypside faux vulpin
- Dactylorhiza elata (Poiret) Soo, Orchis élevé
- Dactylorhiza incarnata (L.) Soo, Orchis incarnat
- Dactylorhiza majalis (Reichenb.) P.F. Hunt et Summerhayes, Orchis de mai
- Dactylorhiza viridis (L.) R.M.Bateman, Pridgeon & M.W.Chase anciennement Coeloglossum viride (L.) Hartmann, Orchis grenouille
- Epipactis atrorubens (Hoffm.) Besser, Epipactis brun rouge
- Epipactis microphylla (Ehrh.) Swartz, Epipactis à petites feuilles
- Epipactis palustris (L.) Crantz, Epipactis des marais
- Epipactis viridiflora (Hoffm.) Krock. anciennement Epipactis purpurata Smith., Epipactis pourpre
- Eriophorum angustifolium Honckeny, Linaigrette à feuilles étroites
- Eriophorum latifolium Hoppe, Linaigrette à feuilles larges
- Eriophorum vaginatum L., Linaigrette engainée
- Fritillaria meleagris L., Fritillaire pintade
- Gladiolus illyricus Koch., Glaïeul d'Illyrie
- Gymnadenia odoratissima (L.) L.C.M. Richard, Gymnadenie odorante
- Herminium monorchis (L.) R. Br., Orchis musc
- Hordelymus europaeus (L.) Harz, Orge des bois
- Juncus heterophyllus Dufour, Jonc hétérophylle
- Koeleria vallesiana (Honckeny) Gaudin, Koelerie du Valais
- Lilium martagon L., Lis martagon
- Limodorum abortivum (L.) Swartz, Limodore à feuilles avortées
- Narcissus poeticus L., Narcisse des poètes
- Neotinea ustulata (L.) R.M.Bateman, Pridgeon & M.W.Chase anciennement Orchis ustulata L., Orchis brûlé
- Ophrys apifera Hudson ssp. jurana Ruppert, Ophrys abeille du Jura
- Ophrys fuciflora (F.W. Schmidt) Moench, Ophrys frelon
- Ophrys fusca Link, Ophrys brun
- Ophrys litigiosa E.G.Camus anciennement Ophrys sphegodes Miller ssp. litigiosa (Camus) Becherer, Ophrys litigieux
- Orchis anthropophora (L.) All. anciennement Aceras anthropophorum Aiton fil. (L.), Orchis "homme pendu"
- Orchis militaris L., Orchis militaire
- Paris quadrifolia L., Parisette
- Prospero autumnale (L.) Speta anciennement Scilla autumnalis L., Scille d'automne
- Rhynchospora alba (L.) Vahl, Rhynchospore blanc
- Rhynchospora fusca L. Aiton fil., Rhynchospore brun
- Schoenoplectus mucronatus (L.) Palla anciennement Scirpus mucronatus L., Scirpe mucroné
- Schoenoplectus tabernaemontani (C.C.Gmel.) Palla anciennement Scirpus tabernaemontani C.C. Gmel., Jonc des chaisiers glauque
- Schoenus nigricans L., Choin noirâtre
- Scilla bifolia L., Scille à deux feuilles
- Serapias lingua L., Serapias langue
- Sparganium minimum Wallr., Petit rubanier
- Spiranthes spiralis L. Chevall., Spiranthe d'automne
- Stipa pennata L., Stipe pennée
- Tractema lilio-hyacinthus (L.) Speta anciennement Scilla liliohyacinthus L., Scille lis-jacinthe
- Trichophorum cespitosum (L.) Hartm. subsp. cespitosum anciennement Scirpus caespitosus L., Scirpe en touffe d'Allemagne
- Triglochin palustre L., Troscart des marais

### Dicotylédones
- Aconitum napellus L., Aconit napel
- Ajuga pyramidalis subsp. meonantha (Hoffmanns. & Link) R.Fern. anciennement Ajuga occidentalis Br. Bl., Bugle d'Occident
- Alyssum montanum L., Alysson de montagne
- Anthyllis montana L., Anthyllide des montagnes
- Arenaria grandiflora L., Sabline à grandes feuilles
- Arnica montana L., Arnica des montagnes
- Asarum europaeum L., Asarum d'Europe
- Bupleurum tenuissimum L., Buplèvre grêle
- Cardamine heptaphylla (Vill.) O.E.Schulz anciennement Dentaria pinnata Lam., Dentaire pennée
- Carthamus mitissimus L. anciennement Carduncellus mitissimus (L.) DC., Carduncelle doux
- Centaurea triumfetti All., Centaurée de Lyon
- Chrysosplenium alternifolium L., Dorine à feuilles alternes
- Chrysosplenium oppositifolium L., Dorine à feuilles opposées
- Cicendia filiformis (L.) Delarbre., Cicendie filiforme
- Cistus lasianthus subsp. alyssoides (Lam.) Demoly, anciennement Halimium alyssoides (Lam.) C. Koch, Hélianthème faux-Alyssum
- Cistus umbellatus L. anciennement Halimium umbellatum (L.) Spach., Hélianthème en ombelle
- Corydalis solida (L.) Swartz, Corydale solide
- Crassula vaillantii (Will.) Roth., Bulliarde de Vaillant
- Digitalis lutea L., Digitale jaune
- Doronicum plantagineum L., Doronic plantain
- Erica ciliaris L., Bruyère ciliée
- Erica vagans L., Bruyère voyageuse
- Fumana ericoides (Cav.) Gand., Hélianthème à allure de bruyère
- Genista germanica Willd., Genêt d'Allemagne
- Gentiana cruciata L., Gentiane croisette
- Gentiana pneumonanthe L., Gentiane pneumonanthe
- Gentianella germanica (Willd.) E.F. Warb., Gentiane d'Allemagne
- Geranium sanguineum L., Géranium sanguin
- Geum rivale L., Benoîte des ruisseaux
- Helichrysum stoechas (L.) Moench, Immortelle
- Hottonia palustris L., Hottonie des marais
- Inula hirta L., Inule hérissée
- Inula montana L., Inule des montagnes
- Isopyrum thalictroides L., Isopyre faux pygamon
- Jacobaea adonidifolia (Loisel.) Mérat anciennement Senecio adonidifolius Loisel., Séneçon à feuilles d'adonis
- Jacobaea paludosa (L.) P.Gaertn., B.Mey. & Scherb. anciennement Senecio paludosus L., Séneçon des marais
- Laserpitium latifolium L., Laser à feuilles larges
- Lathraea squamaria L., Lathrée écailleuse
- Lathyrus palustris L., Gesse des marais
- Leucanthemum graminifolium (L.) Lam., Marguerite à feuilles de graminée
- Limosella aquatica L., Limoselle
- Linum leonii (F.W.) Schultz., Lin des Alpes
- Littorella uniflora (L.) Ascherson, Littorelle
- Lupinus angustifolius L., Lupin réticulé
- Menyanthes trifoliata L., Trèfle d'eau
- Myrica gale L., Piment royal
- Nymphoides peltata (S.G. Gmelin) O. Kuntze, Faux nénuphar
- Oenanthe peucedanifolia Pollich., Œnanthe à feuilles de peucédan
- Ononis striata Gavan., Bugrane striée
- Oreoselinum nigrum Delarbre anciennement Peucedanum oreoselinum (L.) Moench, Persil des montagnes
- Parnassia palustris L., Parnassie des marais
- Pedicularis palustris L., Pédiculaire des marais
- Persicaria bistorta (L.) Samp. anciennement Polygonum bistorta L., Bistorte
- Pinguicula lusitanica L., Grassette du Portugal
- Pinguicula vulgaris L., Grassette vulgaire
- Plantago subulata L., Plantain caréné
- Potentilla palustris (L.) Scop., Comaret
- Potentilla supina L., Potentille couchée
- Pulsatilla vulgaris Miller, Anémone pulsatille
- Pyrola minor L., Petite pyrole
- Ranunculus gramineus L., Renoncule graminée
- Ranunculus paludosus Poiret, Renoncule des marais
- Salix repens L., Saule rampant
- Samolus valerandi L., Samole de Valerand
- Sanguisorba officinalis L., Sanguisorbe officinale
- Scorzonera hispanica L., Salsifis noir
- Sedum ochroleucum Chaix, Orpin blanc jaunâtre
- Sempervivum arachnoideum L., Joubarbe araignée
- Tephroseris helenitis var. helenitis anciennement Senecio helenitis (L.) Schinz et Thell., Séneçon spatulé
- Tetragonolobus maritimus (L.) Roth., Lotier maritime
- Teucrium scordium L., Germandrée des marais
- Thalictrum flavum L., Pigamon jaune
- Utricularia minor L., Petite utriculaire
- Utricularia vulgaris L., Utriculaire commune
- Vicia cassubica L., Vesce cassubique
- Wahlenbergia hederacea (L.) Reichenb., Walhenbergie